# La Bazoge-Montpinçon
La Bazoge-Montpinçon är en kommun i departementet Mayenne i regionen Pays de la Loire i nordvästra Frankrike. Kommunen ligger i kantonen Mayenne-Est som tillhör arrondissementet Mayenne. År 2022 hade La Bazoge-Montpinçon 966 invånare.

## Befolkningsutveckling
Antalet invånare i kommunen La Bazoge-Montpinçon
| Referens: INSEE |